# 2 Hearts (canción de Toto)
«2 Hearts» es el Tercer Sencillo De La banda de rock Toto para su álbum Kingdom of Desire de 1992. Llegó en el #3 en listas suecas junto con el álbum. Fue una de las últimas canciones que grabó Toto con Jeff Porcaro.

## Lista de canciones

### 7" single
1. "2 Hearts" - 3:48
2. "How Many Times" - 5:42

### 12" single
1. "2 Hearts" - 3:48
2. "How Many Times" - 5:42
3. "Never Enough" - 5.45